# I frihed bag pigtråd
I frihed bag pigtråd er en dansk dokumentarfilm fra 2009 med instruktion og manuskript af Lars Gregers Hansen.

## Handling
En beretning om tyske krigsflygtninge i Kolding 1945-1949.